# Onthophagus uelensis
Onthophagus uelensis là một loài bọ cánh cứng trong họ Bọ hung (Scarabaeidae).